# Trichopteryx anna
Trichopteryx anna là một loài bướm đêm trong họ Geometridae.